# Willem Corneliszoon Schouten

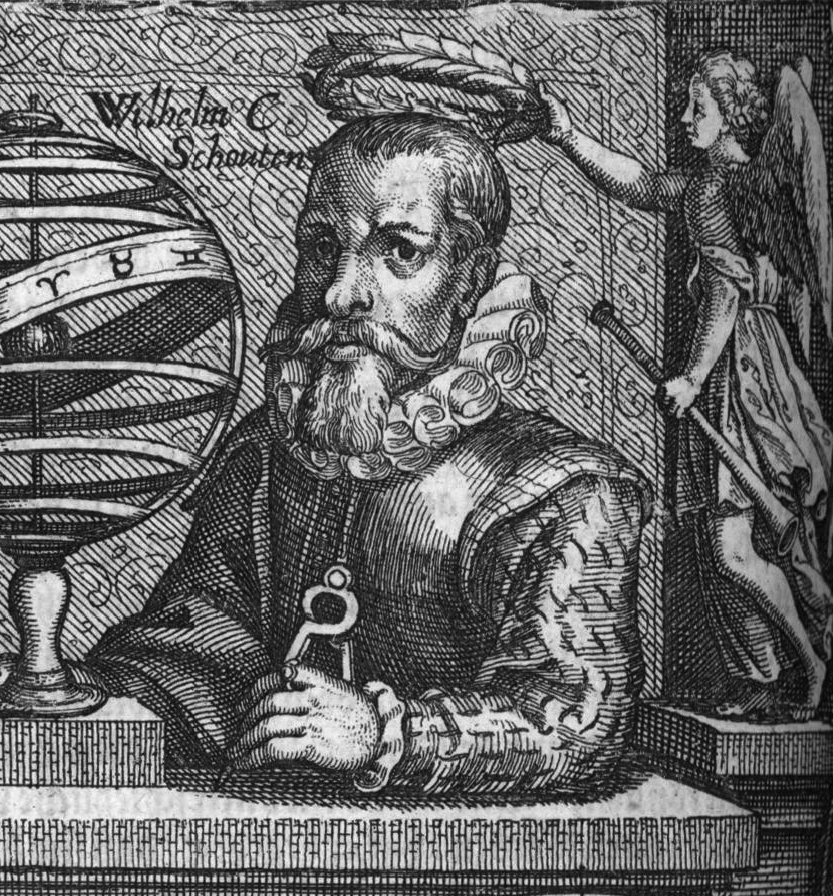
Willem C Schouten, målad cirka 1625

Willem Corneliszoon Schouten, född omkring år 1580 i Hoorn, Nederländerna, död år 1625 vid Antongilviken på Madagaskar, var en nederländsk sjöfarare och upptäcktsresande som bland annat upptäckte Kap Horn och Tongaöarna.

## Schoutens tidiga liv
Schouten genomförde 1601 sin första resa till Banten i Ostindien under Oude Compagnie (föregångare till Vereenigde Oostindische Compagnie - VOC Holländska Ostindiska Kompaniet) regi och 1603 till Aceh under VOC:s regi under befäl av Wolffhart Harmansen.

## Expeditionen till Stilla Havet

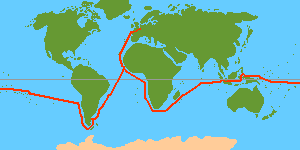
Schouten / Le Maires resa

Schouten deltog åren 1615 till 1617 tillsammans med Jacob Le Maire i en världsomsegling, som hade till ändamål att kringgå Holländska Ostindiska Kompaniets monopol på handel med Nederländska Ostindien genom att hitta en ny väg till Stilla havet annan än via Godahoppsudden eller via Magellans sund då VOC hade handelsmonopol på dessa rutter. Expeditionen hade tillkommit på initiativ av Le Maires far, köpmannen Isaac Le Maire och Australische Compagnie, en konkurrent till VOC.
Expeditionen lämnade ön Texel den 14 juni 1615 med två fartyg, "Eendracht" under befäl av Le Maire och "Hoorn" under befäl av Schouten. De nådde Patagonien i december där de stannade för att reparera fartygen, under reparationerna fattade "Hoorn" eld och brann upp.
"Eendracht" rundade 1616 Kap Horn som de namngav efter Schoutens och Le Maires hemstad. De följde sedan de nordliga kusterna av Niu Ailan (New Ireland) och Nya Guinea och upptäckte närliggande ögrupper, bland andra Le Maire-öarna, Schoutenöarna, Amiralitetsöarna, Wallis- och Futunaöarna som de döpte till Hoornöarna och Tongaöarna som de nådde i maj 1616. De nådde Java i oktober 1616 och handlade kryddor, men blev i november arresterade i Batavia (nuvarande Jakarta) för brott mot handelsmonopolet då ingen trodde på den nyfunna rutten till Stilla havet. Schouten och Le Maire skickades som fångar hem till Europa där Le Maire avled under resan. Först senare i Holland fick Schouten upprättelse och kompensation för förlusten.

## Schoutens sena liv
1619 fick han befälet över ett nytt fartyg under VOC och genomförde ytterligare resor till Nederländska Indien. Under en resa 1625 sökte han på grund av dåligt väder skydd i Antongilviken på Madagaskars östkust där han senare avled.
Schouten skildrade världsomseglingen i sin dagbok som publicerades i Amsterdam 1618 och snart översattes även till andra språk samt även 1770 av Alexander Dalrymple i London.

## Eftermäle
Asteroiden 11773 Schouten är uppkallad efter honom.